# 1327
Évszázadok: 13. század – 14. század – 15. század
Évtizedek: 1270-es évek – 1280-as évek – 1290-es évek – 1300-as évek – 1310-es évek – 1320-as évek – 1330-as évek – 1340-es évek – 1350-es évek – 1360-as évek – 1370-es évek
Évek: 1322 – 1323 – 1324 – 1325 –  1326 – 1327 – 1328 – 1329 – 1330 – 1331 – 1332

## Események

### Határozott dátumú események
- január 7. – Az angol nagybirtokosok detronizálják II. Eduárdot.[1]
- január 29. – Királlyá koronázzák a 15 éves III. Eduárdot. (II. Eduárd fia 1377-ig uralkodik.)[2]
- február 13. – Károly Róbert magyar és Luxemburgi János cseh király nagyszombati találkozója.[3] Megegyeznek, hogy mindkét országban kettős, arany-ezüst valutarendszert vezetnek be a magyar aranyforintra és a cseh ezüstgarasra alapozva.
- április 6. – Petrarca először látja Laura nevű múzsáját az avignoni Sainte Claire templomban; neki ajánlotta költeményeit Canzoniere címmel.[4]
- május 17. – Károly Róbert jövedelmeinek növelése céljából megkezdi a korábban elidegenített királyi birtokok visszavételét. Bevezeti a harmincadvámot és a bányamonopólium rendszerét.[5] Városi jogot adományoz Aranyosbányának, Nagybányának és Felsőbányának.
- május 31. – IV. Lajost Itália királyává koronázzák. (1347-ig uralkodik)
- november 3. – IV. Alfonz aragóniai király trónra lépése. (II. Jakab fia 1336-ig uralkodik.)
- december 23. – A hajósmalom első ismert okleveles említése.[6]

## Születések
- június – Ungaro Malatesta, itáliai zsoldosvezér, Jesi ura († 1372)
- november 30. – András calabriai herceg, Károly Róbert magyar király fia, I. Johanna nápolyi királynő koronázott férje (consort) († 1345)

Bizonytalan dátum
- Charles de La Cerda, francia-kasztíliai nemes, katona († 1354)
- Birger Gregersson, uppsalai érsek († 1383)
- Baldus de Ubaldis, itáliai jogtudós († 1400)

## Halálozások
- szeptember 21. – II. Eduárd angol király (* 1284)
- november 3. – II. Jakab aragóniai és szicíliai király (* 1264)
- Szent Rókus francia hitvalló